# Martwa natura z głową jagnięcia
Martwa natura z głową jagnięcia lub Głowa i ćwierci owcy (hiszp. Trozos de carnero lub Bodegón con costillas, lomo y cabeza de cordero) – obraz olejny hiszpańskiego malarza Francisca Goi (1746–1828). Od 1909 roku znajduje się w zbiorach Luwru w Paryżu.
Martwa natura nie była częstym tematem w twórczości Goi, być może dlatego, że w jego epoce była uznawana za mniej wartościową niż malarstwo religijne, historyczne czy portrety. W XIX-wiecznej Hiszpanii ten rodzaj malarstwa reprezentowali m.in. Luis Paret y Alcázar oraz Luis Meléndez. Ich prace charakteryzował naturalizm oraz rokokowe przywiązanie do detalu. Wiadomo, że Goya namalował serię martwych natur w czasie hiszpańskiej wojny niepodległościowej (1807-1814) oraz na wygnaniu w Bordeaux. Jego dzieła są jednak dalekie od stylu rokoko czy préciosité, charakteryzują je grube pociągnięcia pędzlem oraz ograniczona paleta barw. Goya odrzuca tradycyjne ujęcie martwej natury i sięga do estetyki swojego mistrza Rembrandta. Ponadto martwe natury Goi stanowią wyraźną metaforę śmierci, martwe zwierzęta przypominają złożone ofiary, których ciała zostały przedstawione w bezpośredni i okrutny sposób. Temat śmierci, przemijania i fatalizmu często pojawia się w późniejszych pracach starzejącego się malarza, stając się niemal jego obsesją. Nie udało się ustalić dokładnej daty powstania tej serii martwych natur, jednak historycy sztuki sytuują je w przedziale 1808–1812 ze względu na analogiczne do powstałych w tym czasie rycin Okropności wojny ujęcie przemocy. 
Kompozycja składa się z głowy jagnięcia i dwóch kawałków żeber ułożonych na stole. Pod głową jagnięcia widnieje podpis artysty, małe litery w czerwonym kolorze tworzą nazwisko Goya. Tło jest ciemne i jednolite, sprawia, że namalowane w mocniejszych kolorach mięso jest dobrze widoczne. Malarz nie skupia się na kulinarnym przeznaczeniu przedstawionych elementów, lecz kładzie nacisk na śmierć zwierzęcia, jego rozczłonkowane i pozbawione godności ciało. Jest to interpretowane jako nawiązanie do tragicznych wydarzeń wojennych i ich ofiar. Możliwe, że to dzieło stało się inspiracją dla Martwej natury z czaszką jagnięcia z 1939 roku pędzla Pabla Picassa. 

## Proweniencja
Seria martwych natur została odziedziczona przez syna Goi, Javiera, a następnie przeszła na jego wnuka Mariano. Mariano Goya przekazał te obrazy Rafaelowi Garcii Palencia, hrabiemu Yumuri, jako pokrycie długów. Po śmierci hrabiego w 1865 obrazy zostały sprzedane i trafiły do różnych kolekcji na całym świecie, a niektóre zaginęły. Martwa natura z głową jagnięcia została zakupiona przez Luwr w 1937 roku.